# Puy-du-Lac
Puy-du-Lac is een gemeente in het Franse departement Charente-Maritime (regio Nouvelle-Aquitaine) en telt 328 inwoners (2004). De plaats maakt deel uit van het arrondissement Saint-Jean-d'Angély.

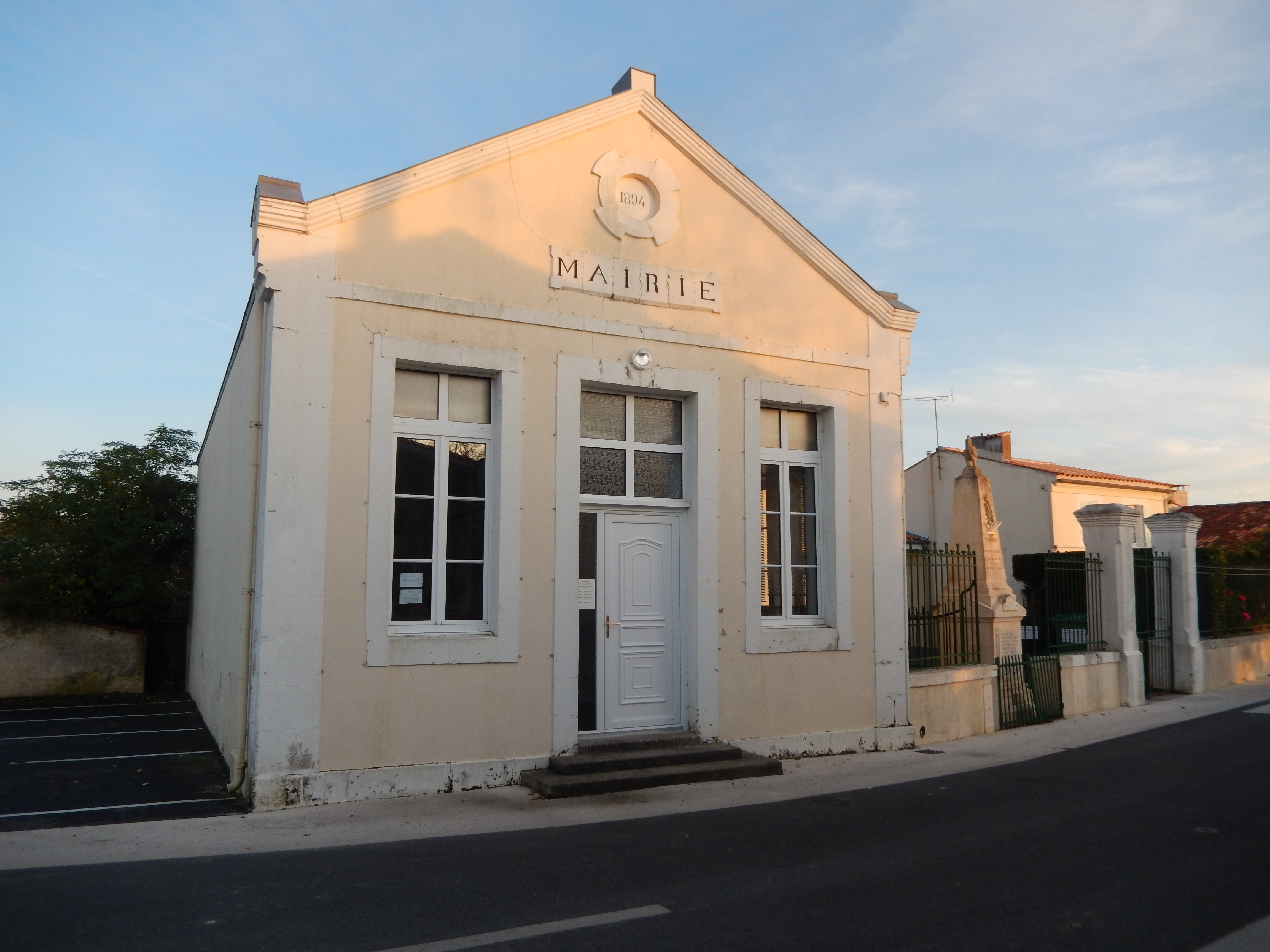
Gemeentehuis
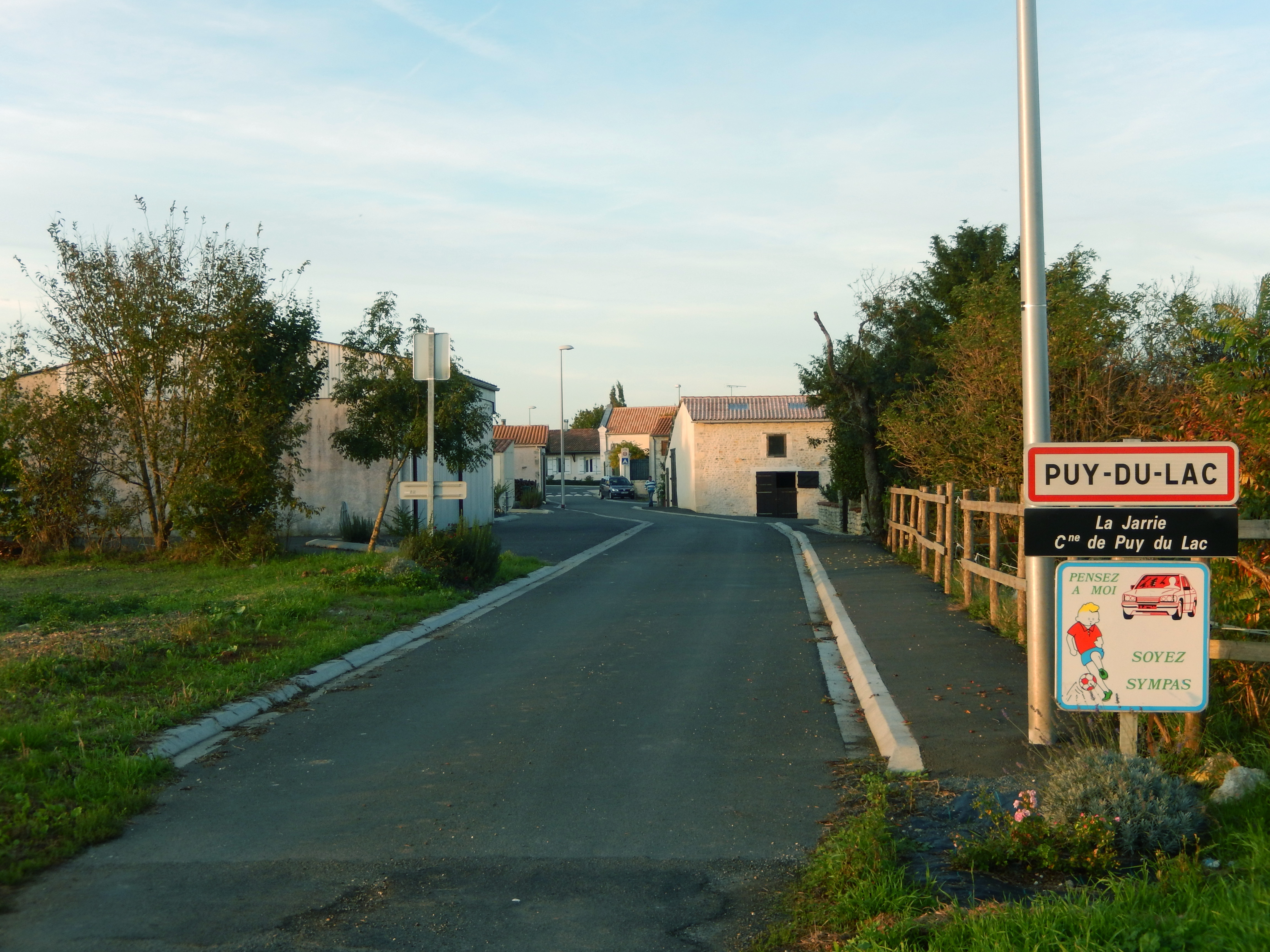
Zuidkant van Puy-du-Lac

## Geografie
De oppervlakte van Puy-du-Lac bedraagt 14,6 km², de bevolkingsdichtheid is 22,5 inwoners per km².
De onderstaande kaart toont de ligging van Puy-du-Lac met de belangrijkste infrastructuur en aangrenzende gemeenten.

## Demografie
Onderstaande figuur toont het verloop van het inwonertal (bron: INSEE-tellingen).